# Scolastica da Norcia
Santa Scolastica da Norcia (Norcia, 2 marzo 480 – Piumarola, 10 febbraio 547) è stata una religiosa italiana, patrona dell'ordine delle monache benedettine.
È venerata come santa dalla Chiesa cattolica, da quella ortodossa e da quella anglicana.

## Agiografia
Sorella gemella di Benedetto da Norcia, Scolastica nacque a Norcia nel 480; il padre, Eutropio Anicio, discendente dall'antica famiglia senatoriale romana degli Anicii, era Capitano Generale dei romani nella regione di Norcia, mentre la madre, Claudia Abondantia Reguardati, contessa di Norcia, morì subito dopo aver partorito i due gemelli. Il padre, che aveva dedicato grandi cure ai due bambini, fece voto di destinarla alla vita monastica.

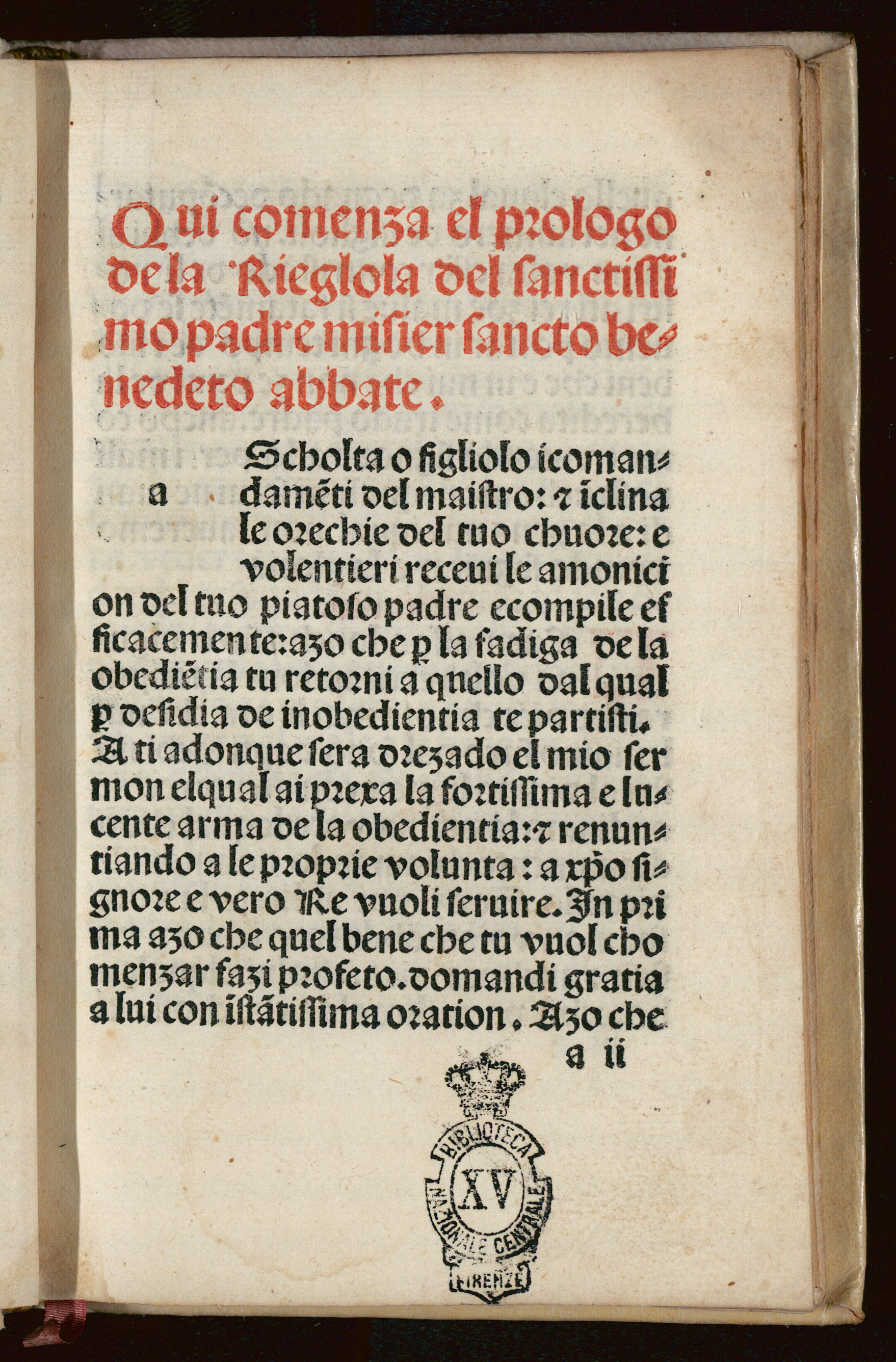
Prologo della Regula

Secondo quanto riporta san Gregorio Magno (anche lui della gens Anicia) nel secondo libro dei Dialoghi, all'età di dodici anni fu mandata a Roma assieme al fratello per compiere gli studi classici, ma entrambi restarono profondamente turbati per la vita dissoluta che vi si conduceva. Benedetto per primo decise di ritirarsi in eremitaggio. Scolastica, rimasta unica erede del ragguardevole patrimonio della famiglia, rifiutando ogni attaccamento ai beni terreni, chiese al padre di potersi dedicare alla vita religiosa entrando in un monastero vicino a Norcia.
Il padre, pur soffrendo per la separazione di Scolastica, ricordandosi del voto fatto, accettò la sua decisione. Qualche anno dopo Scolastica seguì il fratello a Subiaco, e quando Benedetto fondò l'abbazia di Montecassino, volle seguirlo e ai piedi di Montecassino, a circa 7 km a sud dell'abbazia, fondò il monastero di Piumarola, dove assieme alle consorelle seguì la regola di San Benedetto dando origine al ramo femminile dell'Ordine Benedettino.
Una delle maggiori raccomandazioni di Scolastica era di osservare la regola del silenzio, e di evitare soprattutto la conversazione con persone estranee al monastero, anche se si dovesse trattare di persone devote che andavano a visitarle. Ella diceva:
(santa Scolastica)
Della sua vita si conoscono solo poche vicende agiografiche narrate nel secondo Libro dei Dialoghi di san Gregorio Magno, che però propongono soprattutto aneddoti ed esempi di santità prevalentemente in riferimento al fratello di santa Scolastica, definito una icona del monachesimo occidentale.
I due fratelli si incontravano una volta all'anno in una casa a metà strada tra i due monasteri, divenuta poi oggetto di culto per molto tempo. Gregorio racconta che nell'ultimo di questi incontri, avvenuto il 6 febbraio 547, poco prima della sua morte, Scolastica chiese al fratello di protrarre il colloquio spirituale fino al mattino seguente, ma Benedetto si oppose per non infrangere la regola. Allora Scolastica implorò il Signore di non far partire il fratello e scoppiò in un pianto dirotto: subito dopo scoppiò un inaspettato e violento temporale che costrinse Benedetto, che vi riconobbe un miracolo, a rimanere con lei conversando tutta la notte. Gregorio conclude la narrazione dell'episodio affermando: «Poté di più, colei che più amò».
Ancora Gregorio narra che Benedetto ebbe notizia della morte della sorella, avvenuta tre giorni dopo il loro ultimo incontro, "da un segno divino": vide l'anima della sorella salire in Cielo sotto forma di una bianca colomba. La seppellì nella tomba dove anch'egli fu sepolto, poco più tardi: «come l'anima loro sempre era stata unita in Dio, nel medesimo modo i corpi furono congiunti in uno stesso sepolcro».

## Il culto

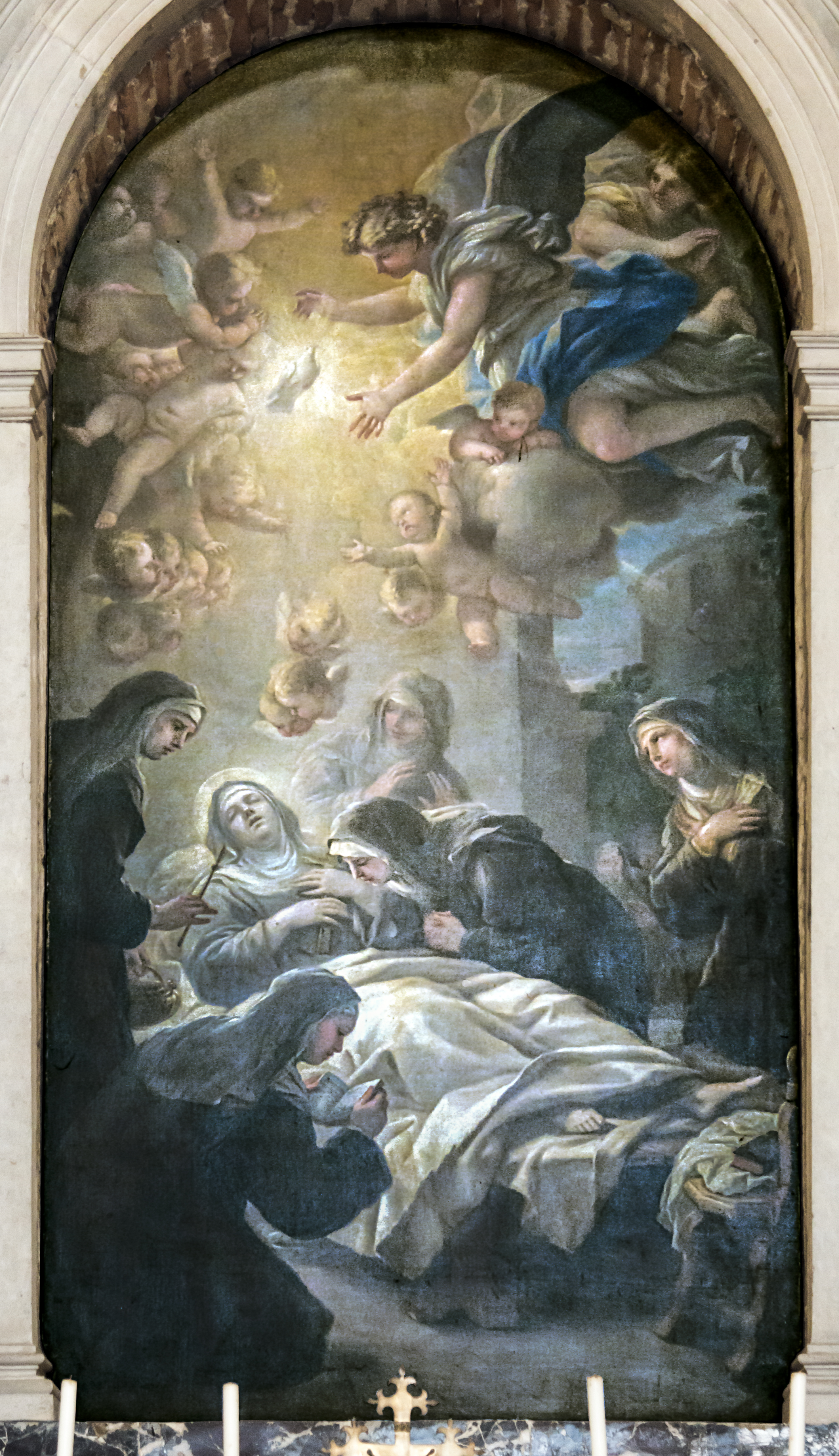
La morte di Santa Scolastica di Luca Giordano, Basilica di Santa Giustina

Secondo i monaci benedettini le reliquie di Scolastica e Benedetto sono conservate sotto l'altare maggiore della basilica di Montecassino. Altro luogo ove sono custodite reliquie della Santa è presso il Casino di Cicco sito in Sant'Apollinare.
Secondo un'altra tradizione le reliquie di Scolastica e di Benedetto si troverebbero in Francia: infatti nell'anno 583 l'abbazia di Montecassino fu distrutta dai Longobardi, come del resto aveva profetizzato lo stesso san Benedetto, e la tomba dei due fratelli rimase sepolta sotto le rovine del monastero.
Nell'anno 660 san Mommolo secondo abate dell'abbazia benedettina di Fleury, leggendo i Dialoghi di Gregorio Magno, fu preso da compassione al pensiero che i corpi di san Benedetto e di santa Scolastica fossero rimasti abbandonati sotto le macerie del monastero di Montecassino, inviò allora a Montecassino il monaco Aigulfo con il compito di ritrovare le reliquie del loro padre fondatore. Aigulfo giunse a Montecassino e vi trovò una delegazione di abitanti della città di Le Mans, che, con il suo stesso intento, erano alla ricerca delle reliquie di santa Scolastica. Riuscirono a ritrovare la tomba con le reliquie e le riportarono a Fleury, dove sorse una disputa fra i monaci che volevano conservare riunite le reliquie dei due santi e i Mansesi, che pretendevano le reliquie di santa Scolastica, infine decisero di conservare a Fleury quelle di Benedetto e di portare a Le Mans quelle di Scolastica. Ma Aigulfo, aveva portato le reliquie riunite in un'unica cassa così come le aveva trovate. Provarono quindi a dividerle seguendo il criterio che le ossa più grandi dovevano appartenere a Benedetto, mentre le più piccole appartenevano a Scolastica. Poi avvicinarono ad esse i corpi di due ragazzi morti da poco, prima avvicinarono quello di una ragazza alle ossa grandi e non avvenne nulla, poi l'avvicinarono alle ossa piccole e la ragazza resuscitò, la stessa cosa fecero con il ragazzo che resuscitò quando fu avvicinato alle ossa grandi.
In memoria di questo miracolo costruirono una cappella dedicata a santa Scolastica sullo stesso posto, a qualche chilometro dall'abbazia di Fleury. Le reliquie di Scolastica furono quindi traslate a Le Mans dove furono conservate in un monastero di monache fatto costruire appositamente dal vescovo san Berario. Da allora ogni anno l'11 luglio, in ricordo della traslazione, a Le Mans si celebrava una grande festa in cui venivano portate in processione le reliquie della santa.
Nell'874 il monastero fu saccheggiato dai Normanni, ma le reliquie di Scolastica furono salvate e nascoste in una casa vicina. Nel 969 il conte Ugo I del Maine, per conservarle, fece costruire vicino al suo palazzo la chiesa di San Pietro, più tardi eretta a collegiata reale. Nel 1563 gli Ugonotti saccheggiarono e bruciarono tutte le reliquie dei santi presenti a Le Mans, ma miracolosamente non poterono impadronirsi delle reliquie di Scolastica, anzi nella notte dell'11 luglio furono presi da un grande panico e fuggirono dalla città abbandonando anche i documenti del loro concistoro, che sono conservati tuttora nella biblioteca pubblica. Le reliquie sfuggirono anche alle devastazioni avvenute durante la Rivoluzione francese quando la chiesa di san Pietro fu sconsacrata: trasferite nella chiesa della parrocchia di san Benedetto, in questa chiesa sono conservate insieme alle bolle pontificie originali che autorizzavano a Le Mans una confraternita di santa Scolastica. Oggi il culto di santa Scolastica è ancora molto diffuso a Le Mans, ma la processione non si tiene più.
Una parte delle reliquie di santa Scolastica fu donata, nel IX secolo all'imperatore Carlo il Calvo e a sua moglie Richilde di Provenza, che le fece portare nell'abbazia di Juvigny, nella diocesi di Verdun, costruita appositamente; l'abbazia fu distrutta durante la Rivoluzione francese e le reliquie oggi sono conservate nella chiesa parrocchiale di Juvigny-sur-Loison. Nel 1870 l'abbazia di San Pietro di Solesmes ottenne una parte di queste reliquie che conserva tuttora
Alcune leggende agiografiche, diffuse soprattutto nel teramano, narrano di un martirio subito da Scolastica, con amputazione finale delle mammelle. Per questo, alcuni devoti la considerano la protettrice delle puerpere; viene anche invocata per difendersi dai fulmini e per ottenere la pioggia.